# Ojika
Ojika (jap. 小値賀町 Ojika-chō) – miasto w Japonii, w prefekturze Nagasaki, na wyspie o tej samej nazwie w archipelagu wysp Gotō. Według danych na rok 2020 miejscowość zamieszkiwało 2 288 mieszkańców , a gęstość zaludnienia wyniosła 89,7 os./km².